# Calotes chincollium
Calotes chincollium (лат.) — вид крупных ящериц из семейства агамовых (Agamidae). Эндемик Мьянмы.

## История открытия
Вид был описан Дж. В. Виндумом и соавторами в 2003 году. Видовое название составлено из наименования гор Чин в Мьянме, откуда происходит голотип (CAS 220009), и лат. collium — «холм». В оригинальном описании указывается на морфологические различия между северной и южной популяциями; не исключено, что южная популяция может относиться к новому, пока ещё не описанному виду.

## Описание
По своей морфологии Calotes chincollium весьма схож с усатым калотом (Calotes mystaceus). Голова и тело его крепко сложены и слегка сжаты в направлении от спинной поверхности к брюшной (дорсо-вентрально). Морда ящерицы может достигать до 142,9 мм в длину.

## Среда обитания
Встречается на высоте 730—1940 метров в районах переложного земледелия. Вид успешно распространяется во вторичных лесах, но не был обнаружен в первичных (девственных). Calotes chincollium широко распространён на региональном уровне, причём наблюдаются области как повешенной, так и пониженной численности популяции. Предполагается, что общая численность относительно стабильна ввиду отсутствия серьёзных угроз.